# 長和町
長和町（ながわまち）は、長野県の中東部に位置する町。小県郡に属する。

## 地理
- 河川：依田川、大門川

### 隣接する自治体
上田市、松本市、諏訪市、茅野市

諏訪郡下諏訪町、北佐久郡立科町

## 人口
| |                                        |  |
| 長和町と全国の年齢別人口分布（2005年） | 長和町の年齢・男女別人口分布（2005年） |  |
| ■紫色 ― 長和町 ■緑色 ― 日本全国 | ■青色 ― 男性 ■赤色 ― 女性              |  |
| 長和町（に相当する地域）の人口の推移 \| 1970年（昭和45年） \| 8,791人 \| \| \| 1975年（昭和50年） \| 8,276人 \| \| \| 1980年（昭和55年） \| 8,185人 \| \| \| 1985年（昭和60年） \| 8,052人 \| \| \| 1990年（平成2年） \| 7,984人 \| \| \| 1995年（平成7年） \| 7,886人 \| \| \| 2000年（平成12年） \| 7,807人 \| \| \| 2005年（平成17年） \| 7,304人 \| \| \| 2010年（平成22年） \| 6,780人 \| \| \| 2015年（平成27年） \| 6,166人 \| \| \| 2020年（令和2年） \| 5,600人 \| \| |                                        |  |
| 総務省統計局 国勢調査より |                                        |  |
| 1970年（昭和45年） | 8,791人                                |  |
| 1975年（昭和50年） | 8,276人                                |  |
| 1980年（昭和55年） | 8,185人                                |  |
| 1985年（昭和60年） | 8,052人                                |  |
| 1990年（平成2年） | 7,984人                                |  |
| 1995年（平成7年） | 7,886人                                |  |
| 2000年（平成12年） | 7,807人                                |  |
| 2005年（平成17年） | 7,304人                                |  |
| 2010年（平成22年） | 6,780人                                |  |
| 2015年（平成27年） | 6,166人                                |  |
| 2020年（令和2年） | 5,600人                                |  |

## 歴史
- 和田峠付近は黒曜石の産地として縄文時代より利用されていた。
- 1192年（鎌倉時代） - この頃、依田氏という地方豪族が一帯を支配していたとされる。
- 江戸時代は天領で中山道長久保宿と和田宿が置かれた。

### 沿革
- 2005年（平成17年）10月1日 - 長門町・和田村が合併して発足。町名は両町村の頭文字より命名。
- 2008年（平成20年）10月1日 - 町民憲章制定[1][注 1]。

## 行政

### 町長
- 町長：羽田健一郎（2005年11月13日就任、5期目） 旧和田村長

### 町役場
- 長和町役場庁舎（長和町古町4247番地1）
- 長和町役場 和田支所（長和町和田2872）

### 警察
本部
長野県警察
管轄
上田警察署
駐在所
- 古町警察官駐在所（長和町古町2816-1）
- 長久保警察官駐在所（長和町長久保548-1）
- 和田警察官駐在所（長和町和田2839-12）

出典:

### 消防
本部
上田地域広域連合消防本部
消防署
- 依田窪南部消防署（長和町古町2640-1）[3]

### 税務署
管轄
上田税務署

### ハローワーク
管轄
ハローワーク上田（上田公共職業安定所）

## 議会

### 町議会
- 議長：森田公明
- 議員定数：10人
- 議員任期：2017年12月1日 - 2021年11月30日

### 長野県議会（上田市小県郡選挙区）
- 定数：4人
- 任期：2019年（平成31年）4月30日 － 2023年（令和5年）4月29日
- 清水純子（公明党）、高村京子（日本共産党）、山田英喜（無所属）、平野成基（自由民主党）

### 衆議院
- 選挙区：長野3区（上田市、小諸市、佐久市、千曲市、東御市、南佐久郡、北佐久郡、小県郡、埴科郡）
- 任期：2021年10月31日 - 2025年10月30日
- 投票日：2021年10月31日
- 当日有権者数：399,168人
- 投票率：59.32％

| 当落 | 候補者名 | 年齢 | 所属党派                            | 新旧別 | 得票数    | 重複 |
| ---- | -------- | ---- | ----------------------------------- | ------ | --------- | ---- |
| 当   | 井出庸生 | 43   | 自由民主党                          | 前     | 120,023票 | ○    |
| 比当 | 神津健   | 44   | 立憲民主党                          | 新     | 109,179票 | ○    |
|      | 池高生   | 53   | NHKと裁判してる党弁護士法72条違反で | 新     | 3,722票   | ○    |

## 司法

### 最高裁判所
最高裁判所

### 高等裁判所
管轄
東京高等裁判所

### 地方・家庭裁判所
管轄
- 長野地方・家庭裁判所
- 長野地方・家庭裁判所 上田支部

### 簡易裁判所
管轄
上田簡易裁判所
出典:

## 経済

### 産業
- えのき
- 農林業
- 漬物製造
- スキー場 - ブランシュたかやまスキーリゾート、エコーバレースキー場

## 医療
- 国保依田窪病院
- 国保依田窪病院付属和田診療所

## 教育
大学・高等学校・特別支援学校
なし
中学校
- 上田市長和町中学校組合立依田窪南部中学校（所在地は上田市（武石地域））

小学校
- 長門小学校（町立）
- 和田小学校（町立）

その他
- 明治大学黒耀石研究センター

## 交通

### 鉄道路線
当町内には鉄道は通っていない。
町の最寄り駅は上田電鉄別所線下之郷駅もしくはしなの鉄道大屋駅であるが、町へ向かうバスが発着する駅は上田駅もしくは大屋駅、または中央本線茅野駅。

### 路線バス
- JRバス関東（和田峠北線） - JRバスグループ。小諸支店長久保営業所が担当する。上田市（中心部および旧丸子町域）と長和町を結ぶ。上田駅発着（大屋駅経由）は朝夕のみの運行である。
  - 上田駅 - 大屋駅前 - 中央病院 - 丸子町 - 中立岩 - 依田窪病院 - 桜清水台団地 - 長久保
- 長和町デマンドバス「ながわごん」 - 町営バス。町内のほか隣の立科町に運行する路線もある。
- アルピコ交通（通称・松本電鉄バス） - 美ヶ原高原美術館線。扉山荘バス停と山本小屋バス停のみ。

### 道路
高速道路は通っていない。最寄りのインターチェンジは東御市にある東部湯の丸インターチェンジ（上信越自動車道）である。その他は岡谷市にある岡谷インターチェンジ（中央自動車道）や佐久南インターチェンジ（中部横断自動車道）ETC専用だが安曇野市にある梓川スマートインターチェンジ（長野自動車道）もある。
国道
- 国道142号
  - 新和田トンネル有料道路
- 国道152号
- 国道254号

県道
- 長野県道67号松本和田線
- 長野県道155号男女倉長門線
- 長野県道178号美ヶ原和田線
- 長野県道194号霧ヶ峰東餅屋線（ビーナスライン）
- 長野県道460号美ヶ原公園東餅屋線（ビーナスライン）

道の駅
- マルメロの駅ながと
- 和田宿ステーション

## 名所・旧跡・観光スポット・祭事・催事
- 美ヶ原高原
- 和田宿本陣
- 長久保宿
- 和田峠
- 星糞峠黒曜石原産地遺跡

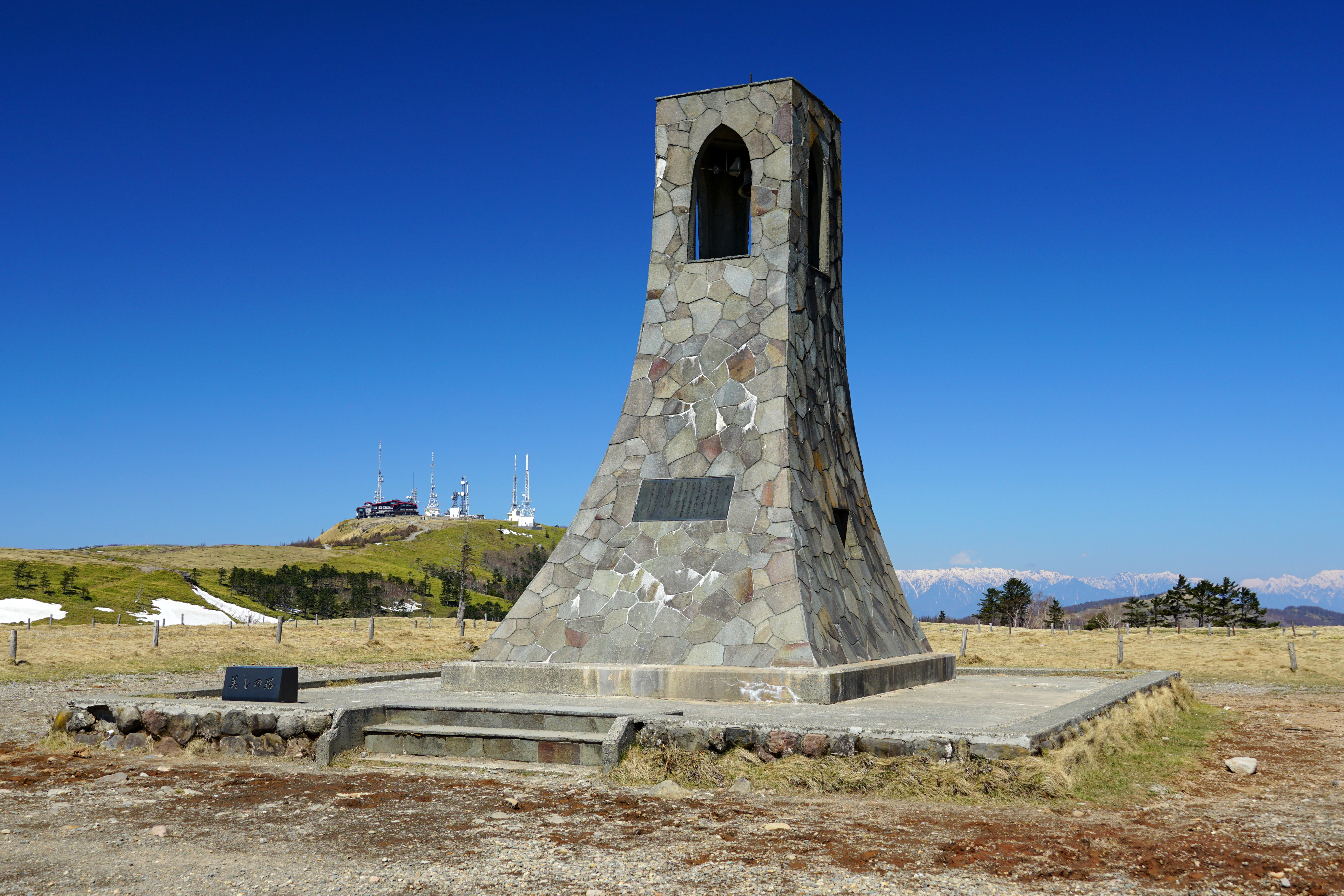
美ヶ原高原の美しの塔

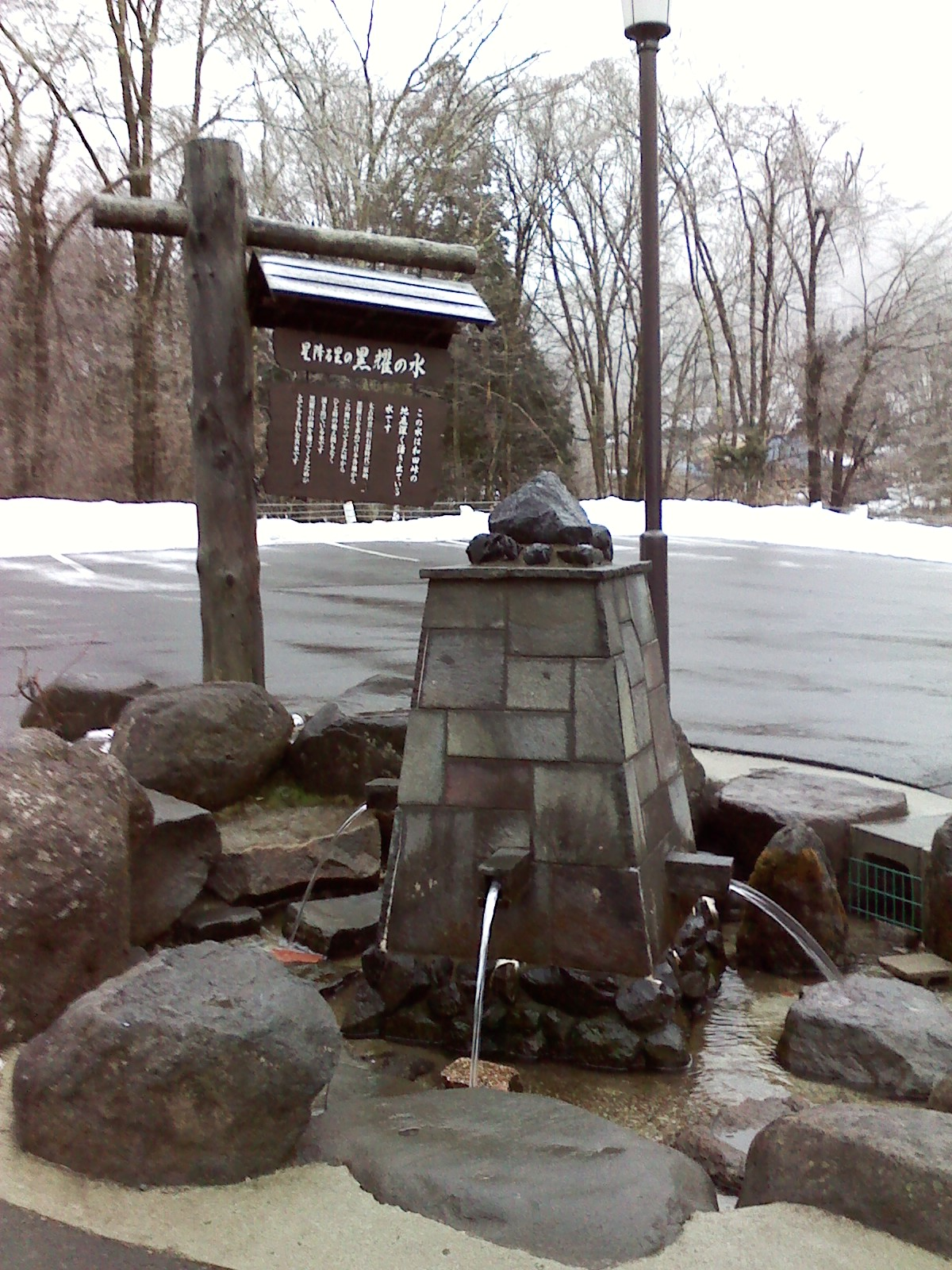
男女倉の水汲み場。湧き水が出ている。（2011年2月撮影）

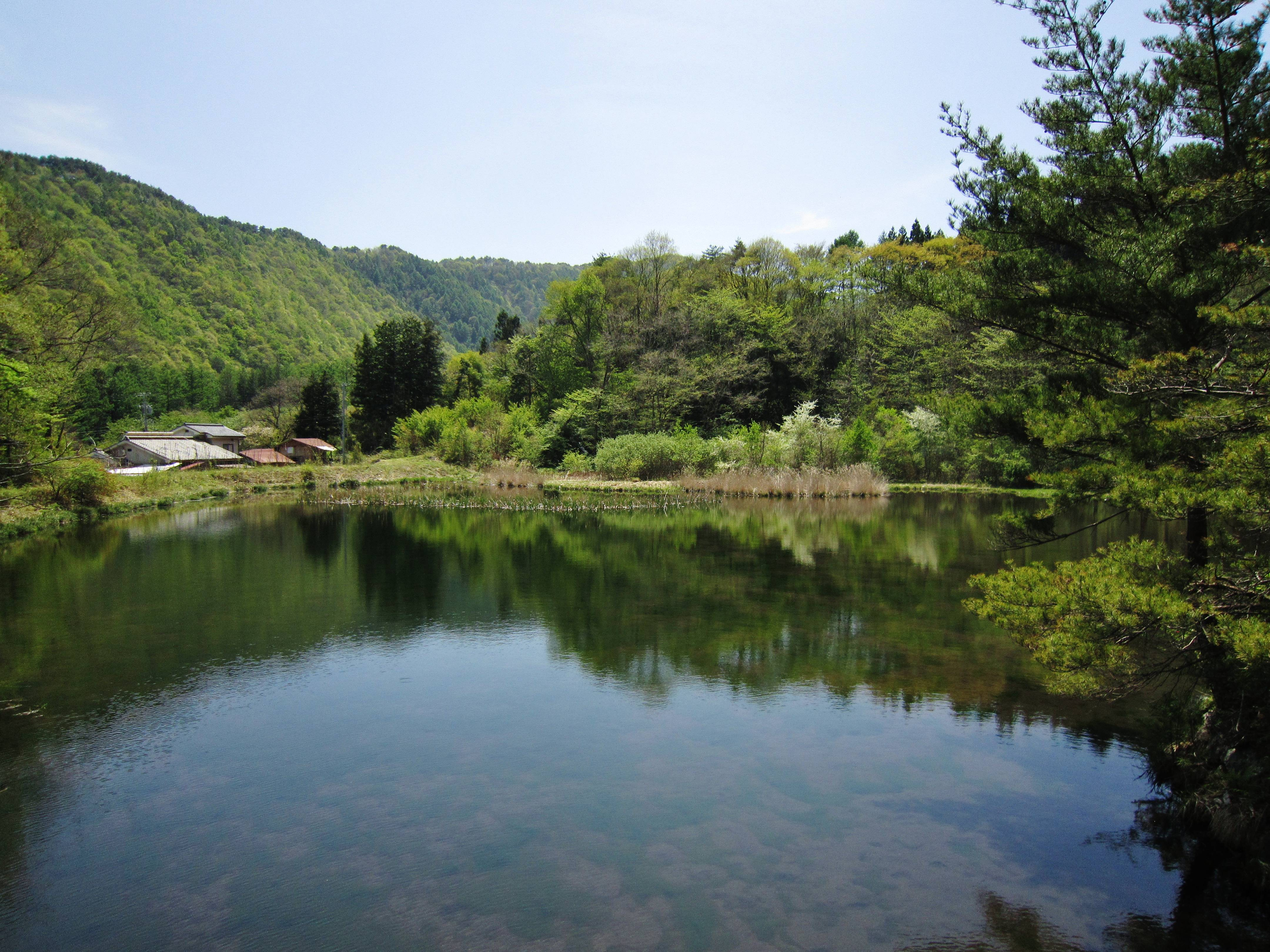
夜の池

- 湧き水 - 男女倉料金所付近、和田峠東餅屋付近
- 獅子舞
- 旧和田トンネル
- 小林家住宅 - 江戸時代よりその形を残す歴史的な建造物。写真家たちがツアーで訪れることもある。
- 長門牧場
- 鷹山牧場
- 夜の池

## 出身有名人
- 佐藤武雄：医学者
- 羽田武嗣郎：元衆議院議員
- 藤森由香：スノーボードクロス選手
- 福井康順：仏教学者
- 松山原造：実業家、篤農家
- まつやまふみお：漫画家
- 翠川鉄三：元衆議院議員、弁護士